# Masakazu Katsura
Masakazu Katsura (桂 正和) (10 december 1962) is een mangaka die bekendheid vergaarde met de werken Dream Fighter Wingman, Shadow Lady, DNA², Video Girl Ai, I"s, en Zetman.

## Biografie
Hasakazu werd geboren in Fukui in Japan. Het belangrijkste moment van zijn carrière was een ziekte waardoor hij zijn bed niet kon verlaten, hij leerde zichzelf toen een nieuwe tekenstijl aan. Het verschil is duidelijk te zien wanneer je Wingman vergelijkt met later werk, dat veel realistischer getekend is.
De manga Video Girl Ai werd verwerkt tot een anime van zes episodes (OVA). Een van zijn werkend werd ook verfilmd, en DNA² kreeg een gelijknamige anime serie, die flopte. 